# نينو فرانك
نينو فرانك (بالإيطالية: Nino Frank)‏ هو صحفي وكاتب سيناريو وناقد سينمائي وكاتب إيطالي، ولد في 27 يونيو 1904 في بارليتا في إيطاليا، وتوفي في 17 أغسطس 1988 في باريس في فرنسا.

## وصلات خارجية
- نينو فرانك على موقع IMDb (الإنجليزية)